# Мотронівка (Кривий Ріг)
Мотро́нівка (Григорівка, Ново-Григорівка, Ново-Мотронівка) — народна назва однієї з частин Інгулецького району Кривого Рогу, на правому березі річки Інгулець. Виникла як село в XIX столітті.

Григорівка (сучасна Мотронівка) на карті сер. ХІХ століття

Складається з приватного сектору. Проживає до 1,5 тисячі осіб.